# Carira
Carira là một đô thị thuộc bang Sergipe, Brasil. Đô thị này có diện tích 634,6 km², dân số năm 2007 là 18965 người, mật độ 29,89 người/km².